# Летя
Летя (на румънски: Letea) е гора, най-старият природен резерват в Румъния.
Създаден е през 1938 г., когато Министерският съвет на Румъния приема Решение № 645 за обявяване на гората за природен резерват. Той е разположен между Дунавските клонове Сулина и Килия в делтата на Дунав. Обхваща площ от приблизително 2825 хектара (6980 декара).
Летя е в основата на биосферния резерват на делтата на Дунав, който е обявен за световно наследство. Той е международно признат за биосферен резерват по програмата на „Човек и биосфера“ на ЮНЕСКО през 1992 г..
Тук се намират разнообразни растителни видове като лиани, дива лоза, хмел и бръшлян.
Гората е образувана главно от дървета като бяла топола, черна топола, бряст, дъб, липа, ясен с тесни листа и обикновена елша, както и огромен брой храсти. Той също е дом на богата фауна, включваща Вечерна ветрушка, Морски орел, Синявицови, Степна усойница, и коне на делтата на Дунав. В резервата са идентифицирани приблизително 1600 вида насекоми.